# Wilhelm Zoepf

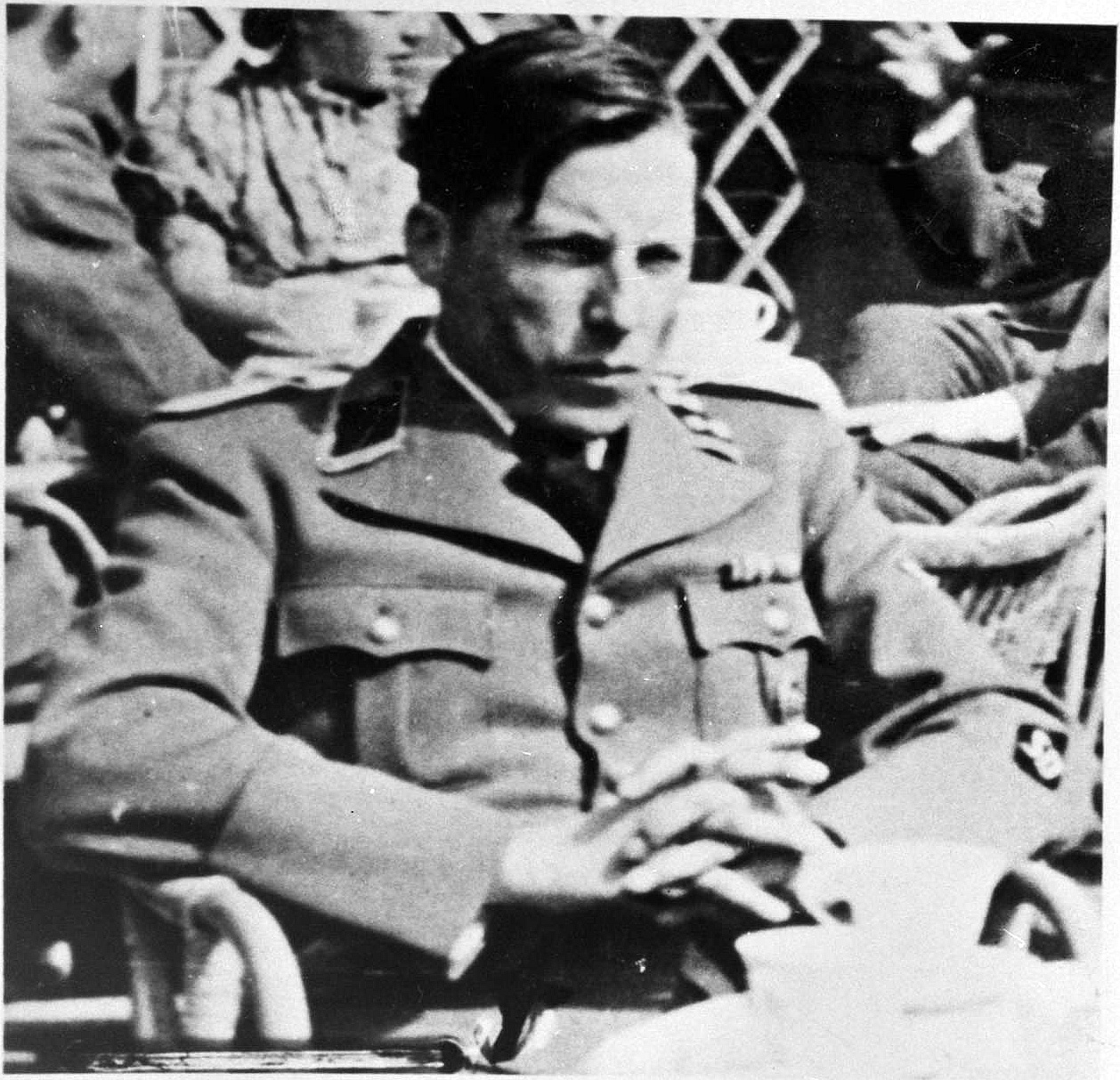
Wilhelm Zoepf

Wilhelm Zoepf, ook gespeld als Wilhelm (Willi) Zöpf, (München, 11 maart 1908 - Straubing 7 juli 1980) was een Duits jurist die bij de afdeling IV B 4 van de Sicherheitspolizei und SD in Den Haag direct verantwoordelijk was voor de deportatie van ruim 55.000 Joden.

## Levensloop
Zoepf bezocht het Maximiliansgymnasium in München, waar hij in 1927 slaagde. Aansluitend volgde hij een studie rechten en legde in 1931 zijn eerste en in 1935 zijn tweede staatsexamen af. In 1933 werd Zoepf lid van de NSDAP en in 1937 werd hij lid van de SS, waar hij in 1942 tot Sturmbannführer werd bevorderd.
In 1941 werd hij overgeplaatst naar Den Haag en ging werken onder zijn jeugdvriend Wilhelm Harster, die hier Befehlshaber der Sicherheitspolizei und des SD (BdS) was. Na de Wannseeconferentie van januari 1942, waar tot de 'definitieve oplossing' voor het 'Jodenvraagstuk' (Endlösung der Judenfrage besloten was, werd Zoepf in Den Haag door Harster aangesteld tot hoofd van de afdeling IV B 4, de Nederlandse afdeling van het Judenreferat van Adolf Eichmann, die belast was met de deportatie van de Joden uit het bezette Nederland. Ook het laatste transport van Joden uit Nederland naar Auschwitz op 3 september 1944 met 1019 gedeporteerden, waaronder Anne Frank en Edith Stein, vond onder de directe verantwoordelijkheid van Zoepf plaats. Hij was echter zelden op kantoor te vinden en liet de dagelijkse leiding over aan Franz Fischer.
Aan het einde van de oorlog ontkwam Zoepf naar Duitsland. Onder zijn eigen naam vond hij werk als sportleraar in een revalidatiecentrum in Murnau in het zuiden van Duitsland. Zoepf werd in 1958 opgespoord door Ben Sijes, medewerker van het RIOD (later NIOD). Hij had een vertrouwensband opgebouwd met Willy Lages die een levenslange gevangenisstraf uitzat. Sijes vroeg hem of hij wist waar Zoepf uithing, waarop Lages antwoordde: "Schauen Sie mal in Murnau nach". Sijes collega Hans van der Leeuw bracht Zoepf een bezoek. Een paar dagen later werd Zoepf opgepakt door de Duitse politie. In mei 1961 viel het besluit om Zoepf, zijn rechterhand Gertrud Slottke en zijn chef Harster te vervolgen. Wat mogelijk bijdroeg aan dat besluit was de ontvoering door Israël van Adolf Eichmann uit Argentinië. Hierdoor was er wereldwijd een hernieuwde aandacht voor de jodenvervolging tijdens de Tweede Wereldoorlog.
Het drietal kwam na verloop van tijd weer op vrije voeten, omdat de Duitse justitie niet hard kon maken dat zij op de hoogte waren welk lot de Nederlandse joden na deportatie ondergingen. Op 12 januari 1966 werden zij alsnog gearresteerd nadat justitie meende dat zij dat op basis van documenten onweerlegbaar kon aantonen. Zowel Harster als Zoepf bekende na de confrontatie met het nieuwe bewijs dat zij wel degelijk wisten dat gedeporteerde joden de dood vonden. Volgens historicus Ad van Liempt zijn beide mannen de enigen "uit de subtop van de nazihiërarchie die ooit hebben bekend dat zij wisten wat er met de joden zou gebeuren". Zoepf werd wegens medeplichtigheid aan de moord op 55.382 personen veroordeeld tot negen jaar tuchthuis. In 1970 kwam hij vrij toen hij, inclusief voorarrest, twee derde van zijn straf had uitgezeten.
- Gemeinsame Normdatei: 1023497417
- International Standard Name Identifier: 0000 0003 9588 0700
- Library of Congress Control Number: no2017135826
- Nationale Bibliotheek van Israël: 987007358252005171
- Nederlandse Thesaurus van Auteursnamen: 138748098
- Virtual International Authority File: 1639150943137226760009
- WorldCat: E39PBJwHjWrFGRPgxGQ6W9hbVC